# Никтеида
Никтеида је личност из грчке митологије.

## Етимологија
Име Никтеида има значење „кћерка ноћи“.

## Митологија
Према Аполодору, била је кћерка Никтеја и Поликсо. Њено име је заправо било Антиопа, али је по оцу названа Никтеида. Била је удата за Полидора са којим је имала сина Лабдака. Према неким изворима, Никтеј је ипак имао две кћерке; Никтеиду и Антиопу. Док је Никтеиду удао за Полидора, Антиопу је завео Зевс.